# Marinko Banović
Marinko Banović - Bane (Dokanj, 1. siječnja 1969.), hrvatski književnik iz Bosne i Hercegovine. Piše pjesme i satiru. Objavio je pet knjiga. 1999. godine objavio je prvu zbirku poezije Čiko nacrtaj mi kuću. Treća zbirka nosi naslov Potočari savjest čovječanstva (2009.). Napisao je više satiričnih igrokaza: Husinska buna, Proročica, Izbori, Nepozvani gost i druge. 2001. pjesme su mu objavljene u reviji Maruliću sa skupinom tuzlanskih pjesnika. Zastupljen u izboru poezije posvećene majci Majko, hvala ti: izbor poezije posvećene majci. Pisao za Hrvatski glasnik iz Tuzle.

## Djela
- Čiko nacrtaj mi kuću, zbirka pjesama
- "Al za ovdje biti nisi, zbirka pjesama
- Potočari savjest čovječanstva, zbirka pjesama (2009.)
- Najteže je biti čovjek', satirični igrokazi
- Kako smo branili Bosnu - Druga satnija Dokanj